# Ivan Castrogiovanni
Ivan Castrogiovanni (Enna, 1º settembre 1989) è un giocatore di calcio a 5 italiano.

## Carriera
Cresciuto nella società dell'Ennese con la quale disputa diversi campionati regionali ottenendo ottimi risultati. Nell'estate del 2010 viene acquistato dall'Augusta in Serie A. Nel novembre 2011 è convocato a un raduno della nazionale maggiore. La consacrazione arriva tuttavia con la maglia dell'Acireale dove realizza 40 gol in due stagioni di Serie A2, attirando le attenzioni della Salinis che nel luglio 2015 se ne assicura le prestazioni sportive.
Dopo due stagioni con la maglia della Salinis nella stagione 2017/18 Castrogiovanni scende in serie B per vestire i colori del Comprensorio Medio Basento, dove tramite i play-off raggiunge la promozione in serie A2.